# Гойтинское сельское поселение
Гойтинское се́льское поселе́ние — муниципальное образование в Урус-Мартановском районе Чечни Российской Федерации.
Административный центр — село Гойты.

## История
Статус и границы сельского поселения установлены Законом Чеченской Республики от 14 июля 2008 года № 45-РЗ «Об образовании муниципального образования Урус-Мартановский район и муниципальных образований, входящих в его состав, установлении их границ и наделении их соответствующим статусом муниципального района, городского и сельского поселения».

## Население
| 2010    | 2012    | 2013    | 2014    | 2015    | 2016    | 2017    |
| ------- | ------- | ------- | ------- | ------- | ------- | ------- |
| 16 177  | ↗16 661 | ↗17 016 | ↗17 371 | ↗17 831 | ↗18 014 | ↗18 251 |
| 2018    | 2019    | 2020    | 2021    | 2023    | 2024    |         |
| ↗18 534 | ↗18 816 | ↗18 939 | ↗19 198 | ↗19 426 | ↗19 690 |         |

## Состав сельского поселения
| № | Населённый пункт | Тип населённого пункта       | Население |
| - | ---------------- | ---------------------------- | --------- |
| 1 | Гойты            | село, административный центр | ↗19 690   |